# 等同大学
等同大学（deemed university、deemed-to-be-university）是印度教育部高等教育司规定的一种高等教育机构类型。根据该部的定义，等同大学是一种不是大学，但“在特定研究领域以非常高的标准开展工作的高等教育机构”，因此授予其等同于大学的“学术地位和特权”。

## 地位
等同大学在课程、教学大纲、招生和费用方面完全自主。截至2021年11月30日，印度共126所等同大学。第一个被授予该地位的机构是印度科學理工學院，1958年5月12日获得该地位。拥有最多等同大学的邦是泰米尔纳德邦，有28所等同大学。